# شهرستان یولو (کالیفرنیا)
شهرستان یولو در قسمت شمالی ایالت کالیفرنیا در آمریکا واقع شده‌است و با شهرستان‌های ساکرامنتو، سولانو، ناپا، لیک، کولوزا و سوتر هم‌مرز می‌باشد. بخشداری آن وودلند می‌باشد.

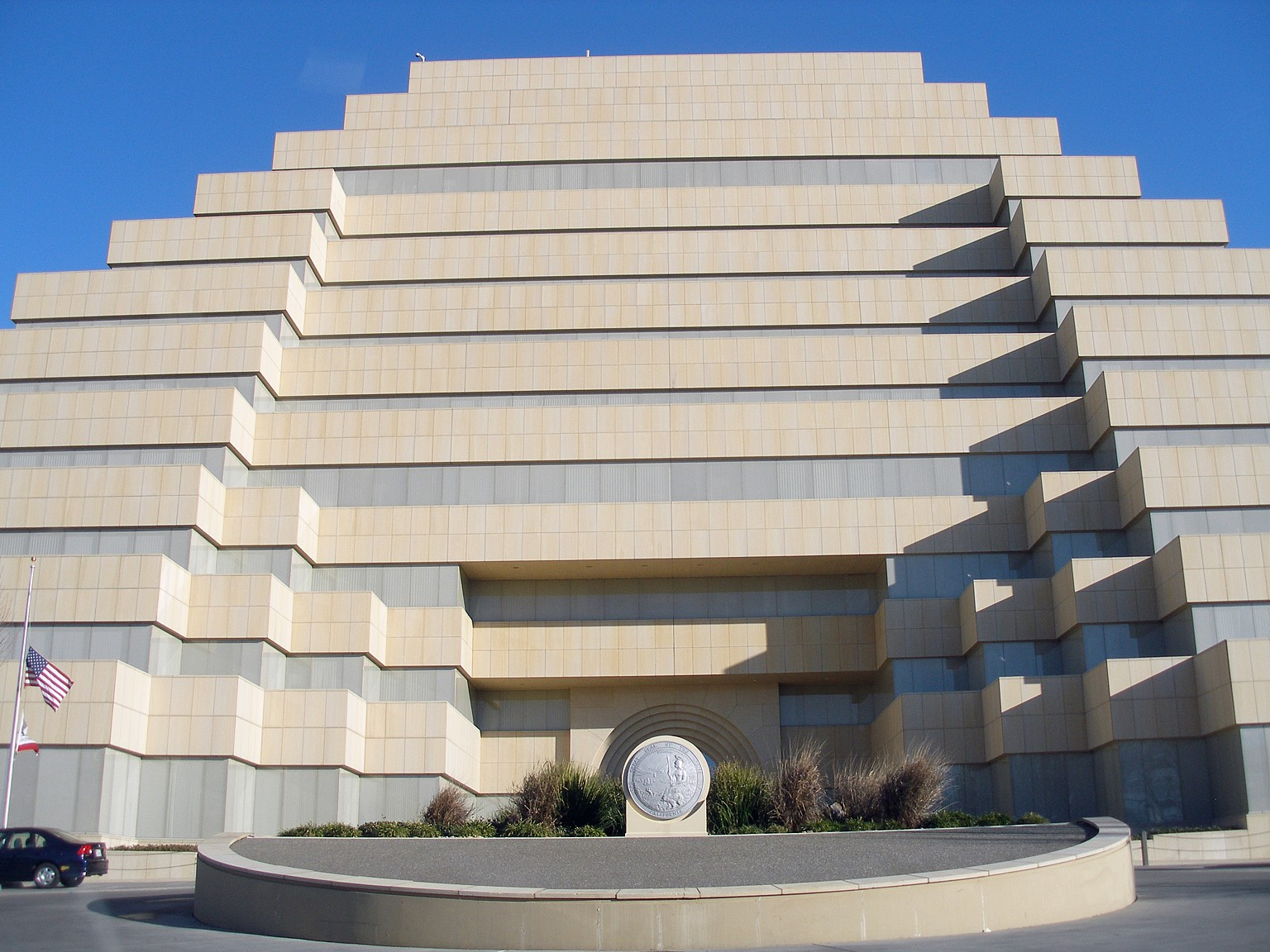

مطابق با سرشماری سال ۲۰۰۰ جمعیت این شهرستان معادل ۱۶۸٬۶۶۰ نفر برآورد شده‌است.
شهرستان یولو یکی از شهرستان‌های اصلی ایالت کالیفرنیا می‌باشد که در سال ۱۸۵۰ همزمان با ایجاد ایالات در آمریکا تشکیل شده‌است.